# Ikki Kita
Ikki Kita (北 一輝 Kita Ikki?,  3 de abril de 1883 - 19 de agosto de 1937) fue un intelectual japonés, uno de los máximos representantes del nacionalismo japonés del comienzo de la era Shōwa (el periodo de entreguerras).

## Formación
Nacido en la Isla de Sado, Niigata, su nombre real era Kita Terujirō (北 輝次郎). Acudió a la Universidad de Waseda de Tokio, donde su encuentro con figuras del movimiento socialista japonés le aproximó al socialismo, a pesar de recelar de la gran cantidad de "oportunistas" que encontró en él (desde Abe Isō al Shin shakai -"nueva sociedad"- de Yano Fumio o al ambivalente deseo de triunfo en la guerra ruso-japonesa de Katayama Sen) y de su control por la Shakai seisaku gakkai (policía social japonesa).

## Ideología
El socialismo que Kita manifestó en su periodo inicial era de carácter nacionalista o un antiliberal romántico. De hecho, ninguno de los socialistas japoneses de finales de la era Meiji pretendían una subversión de las relaciones de producción o del sistema político, ni en teoría ni en la práctica.
Kita se vio atraído por la causa de la revolución china de 1911; se hizo miembro del Tongmenghui de Song Jiaoren y viajó a China.
También se interesó por movimientos de la derecha radical: el ultranacionalista Kokuryukai (Sociedad del Dragón Negro o del Río Amur), fundado en 1901, heredero del Genyosha (Sociedad del Océano Profundo o de los Estrechos Genkai) fundado por Tōyama Mitsuru en 1881. Tōyama se reclamaba continuador de Saigo Takamori, que había abogado por la expansión colonial del Japón por Asia. Kita, que mantenía un punto de vista sobre Rusia y Corea similar al del Kokuryukai desde hacía una década, fue enviado por esta organización como un miembro especial, que les enviaba informes de la situación revolucionaria china.
Un artículo de Kita titulado Tut-tut, a los que se oponen a la guerra llamaba "esos idiotas" a los que se oponían a la guerra ruso japonesa. 
Se prohibió la publicación de su primer libro Kokutairon, que pretendía ser muestra de un "socialismo puro". También lo había sido, cinco años antes, el libro antirruso de Uchida Ryohei Roshiya bokoku ron ("Sobre la decadente Rusia"); como muchos otros libros considerados problemáticos por cualquier razón, vinieran de la izquierda o de la derecha.
Kita volvió a Japón en 1919, tras quedar muy desilusionado por la revolución china. Junto con Okawa Shumei y otros formaron Yuzonsha, una organización ultranacionalista. Se implicó en el activismo político, y sus escritos le convirtieron en el principal teórico y filósofo de la derecha japonesa.

### Socialismo nacionalista
La primera definición del socialismo nacionalista de Kita la hizo en su libro La teoría de la política nacional de Japón y el socialismo puro (国体論及び純正社会主義 'Kokutairon oyobi Junsei Shakaishugi'?), publicado en 1906, donde critica por obsoletos al marxismo y el socialismo orientado a la clase obrera, y en su lugar aboga por una teoría evolucionista similar al darwinismo social (Kita explícitamente indica que Mencio es el Platón de Oriente, y que hay que preferir a Platón sobre Marx; ambas cosas conllevantes a un socialismo nacionalista y de influencias confucianas, que diseña un autoritarismo similar al que Karl Popper criticará en La sociedad abierta y sus enemigos). El segundo libro de Kita se tituló Historia privada de la revolución china (Shina Kakumei Gaishi).

## Arresto y ejecución
El último libro de Kita (Outline Plan) ejerció una influencia importante en los militares japoneses que participaron en el fallido golpe de Estado del 26 de febrero de 1936; por lo que fue arrestado como cómplice por el Kempeitai, juzgado a puerta cerrada por un tribunal militar y ejecutado.

## Ficción
- Ikki Kita es uno de los personajes principales en la novela histórica Teito Monogatari de Hiroshi Aramata.
- Kita aparece en el cómic manga Ron de Motoka Murakami's Showa-era epic.